# Маккаби (больничная касса)

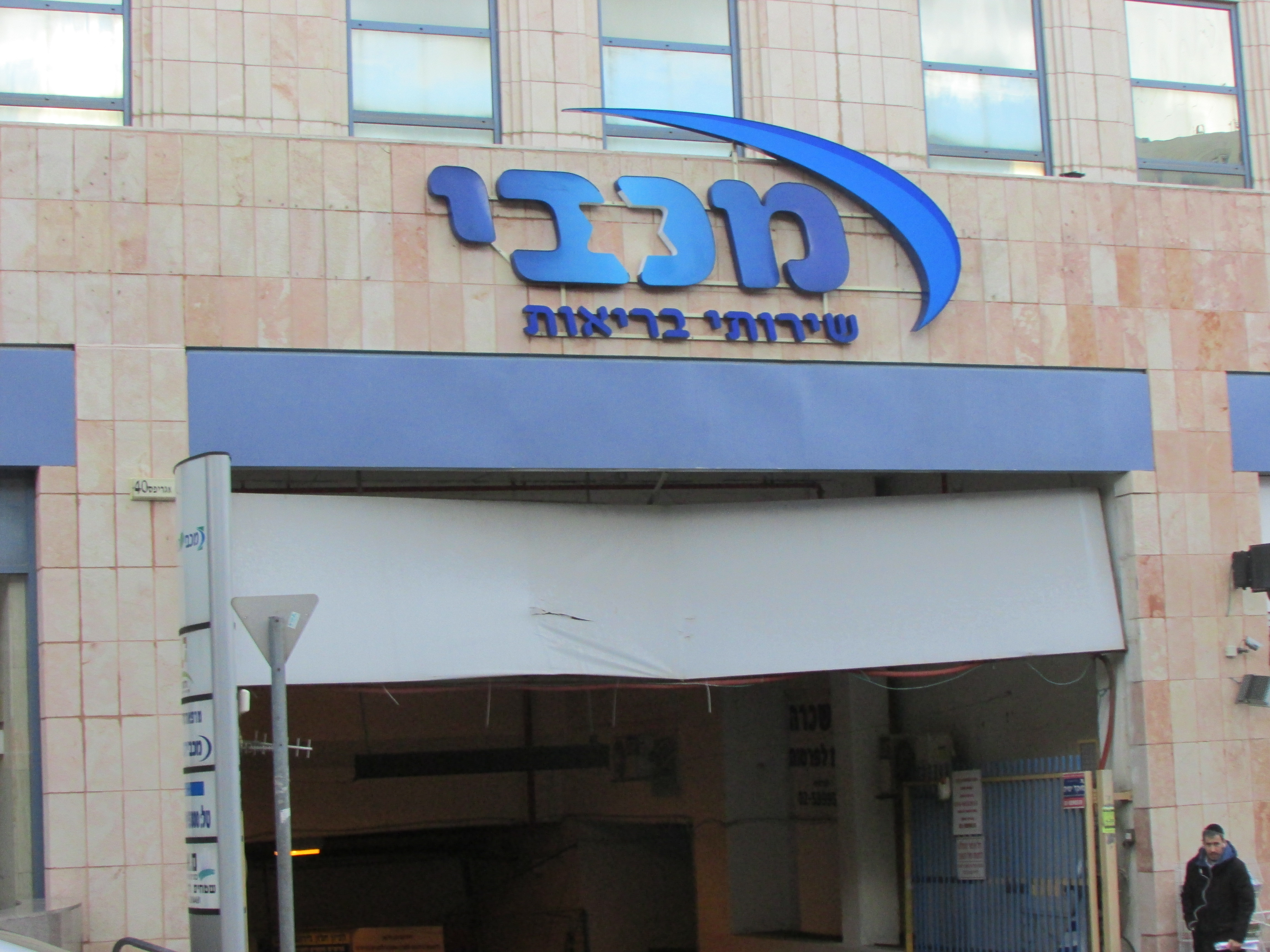
Логотип больничной кассы Маккаби на здании поликлиники

Маккаби (ивр. מכבי שירותי בריאות‎) — вторая по величине больничная касса Израиля. Она была основана в сентябре 1940 года и начала оказывать медицинские услуги в августе 1941 года.
С 1995 года Маккаби действует в соответствии с Законом о государственном страховании здоровья. Размер членских взносов для членов больничной кассы определяется законом и взимается с них Институтом национального страхования.
Услуги Маккаби основаны на «корзине государственного медицинского страхования» и «корзине Маккаби», и, как и другие больничные кассы, она предоставляет своим членам возможность расширенного покрытия услуг через страховку Шабан (ивр. שירותי בריאות נוספים‎, «дополнительные медицинские услуги»). В рамках Шабан существуют три уровня страхования: Маккаби Кесеф («серебряный»), Маккаби Захав («золотой») и Маккаби Шели («мой Маккаби»).
Сегодня Маккаби насчитывает более двух миллионов членов. Маккаби предоставляет своим членам услуги специалистов во всех областях медицины и здравоохранения, также через сеть диагностических и лечебных институтов, включая сеть Ассута. Метод обслуживания Маккаби основан на свободном выборе лечащего врача.
Все члены Маккаби могут быть избраны в Конгресс Маккаби (ивр. וועידת מכבי‎), которая является высшим органом, ответственным за управление больничной кассой, и участвовать в выборах. Выборы проводятся раз в четыре года.

## История
Больничная касса Маккаби была основана в 1940 году как организация в рамках движения Маккаби. Движение «Маккаби» идентифицировало себя как неполитическое движение, придерживающееся либерального мировоззрения, контрастирующего с подходом рабочего движения. В уставе больничной кассы говорилось, что она предназначена исключительно для членов движения Маккаби.
Движение Маккаби предоставила своей больничной кассе необходимую организационную структуру и первичное финансирование.
Со временем, с ростом кассы, связь с движением Маккаби стала слабее, и в 1954 году слова «под общим контролем Центра Маккаби» были удалены из устава, а в правилах 1969 года было сказано, что «Касса связана с движением Маккаби … но независима во всех отношениях».
На момент своего основания, в 1940 году, больничная касса Маккаби насчитывала десять врачей и несколько десятков членов. Касса Маккаби была основана в Тель-Авиве на улице Бейт Йосеф. Среди отцов-основателей кассы были доктор Феликс Тайлхабер, доктор Эрнст Фройденталь, Перец Бернштейн, Ури Надав, доктор Авигдор Корен, Георг Флаш, Ханания Бергер, доктор Моше Харник, доктор Элиэзер Людвиг Лерфройнд, Доктор Роберт Атлас, Феликс Шейняк, Артур Розенберг, Фриц Левинзон. Большинство из них были врачами.
Во главе основателей стояли два директора: Феликс Тайлхабер и Эрнст Фройденталь. Тайлхабер занимал должности главного врача и председателя кассы до своей смерти в 1956 году. Фройденталь был генеральным директором, а затем председателем кассы до своей смерти в 1982 году.
В первые годы существования кассы большинство врачей Маккаби были из Центральной Европы, они принесли с собой либеральные методы работы, основанные на свободном выборе врача и института. Касса полагалась на небольшое количество постоянных сотрудников и независимых врачей, которые получали вознаграждение в соответствии с их работой. Было определено, что целью кассы является обеспечение общественной медицины на уровне частной медицины.
В первые годы филиалы «Маккаби» работали только в центре страны — в Тель-Авиве, Яффо, Рамат-Гане, Холоне, Бат-Яме и Кфар-Шмарьягу. Основным препятствием, затруднявшим развитие кассы, было противодействие Израильской ассоциации врачей (ныне — Израильская медицинская ассоциация), особенно в Иерусалиме. Важные успехи в этом направлении были достигнуты в 1977 году с приходом на должность генерального директора доктора Нагеля, который позже стал председателем правления.
После смерти Фройденталя в 1982 году председателем правления Маккаби была избрана Сара Дорон. После её выхода на пенсию в июле 2010 года её преемником был избран профессор Моше Ревах. Ревах имел обширный опыт управления системами здравоохранения, поскольку ранее был главным врачом Армии Обороны Израиля и директором больницы Рамбам в Хайфе.
Дорон была удостоена звания «почетного президента» кассы, она продолжала свою деятельность в «Маккаби» до конца жизни.

### 90-е годы
Популярность «Маккаби» резко выросла после 1990 года. За пять лет (до 1995 года) число членов кассы возросло в пять раз и достигло одного миллиона. В 1994 году Маккаби приобрела больницу Ассута, позже объединённую с больницей Рамат-Марпе. В ней проводятся около одной восьмой всех медицинских операций в Израиле.
В 2000 году прошёл десятый конгресс Маккаби, которая указал на положительные тенденции в развитии кассы, насчитывавшей 1,46 млн членов, доля застрахованного в ней населения увеличилась с 19,9 % до 22,6 % (наиболее значительный рост среди всех касс). Согласно опросам, проведенным среди членов всех больничных касс, члены Маккаби наиболее удовлетворены работой своей кассы.
2005 год стал поворотным в развитии кассы — началась медицинская исследовательская деятельность, расширилась деятельность Ассута и была создана компания Маккаби Ахзакот, которая координирует деятельность дочерних компаний. В этом году проф. Эхуд Кукия был назначен директором отдела здравоохранения, а в 2007 году он стал генеральным директором кассы.
С 2017 г. председателем правления является профессор Моше Ревах, с 2011 г. Ран Саар является генеральным директором. Профессор Нахман Аш с 2014 г. является директором отдела здравоохранения, сменив Ави Пората.
В кассе действует «Институт исследований и инноваций» под руководством Варды Шалев, который сосредотачивает, среди прочего, цифровую информацию о членах кассы и предоставляет доступ к медицинским исследованиям.
В январе 2023 года Маккаби закрыла для своих клиентов часть онлайн-услуг в шаббат. С 13:00 в пятницу и до 7:00 воскресенья клиенты не могут обновить рецепты и проконсультироваться с врачом через интернет. Больничная касса заявила, что это сделано по просьбе врачей.

### Логотип организации
Вначале касса Маккаби использовала исторический символ всемирного движения «Маккаби» — слово «Маккаби» угловатой формы, буквы которого образуют Звезду Давида тёмно-синего цвета. В 1997 году, когда название было изменено с «больничной кассы» на «медицинские услуги Маккаби», Дан Ранон разработал новый логотип, который включает исторический символ и новое название.
В 2011 году, когда кассе исполнилось 70 лет, было решено обновить логотип. В новом логотипе звезду Давида образует пустое пространство между буквами каф и бет.

## Организация
Регламент Маккаби определяет учреждения кассы и их функции:
- Всеизраильский конгресс (ивр. הועידה הארצית‎) — высшее избираемое учреждение членов кассы.
- Совет больничной кассы (ивр. מועצת קופת החולים‎) — Высший совет кассы
- Директорат (правление, ивр. ההנהלה‎) — руководящий орган кассы
- Секретариат — орган, уполномоченный заниматься всеми сферами повседневного управления кассой.
- Комитет по аудиту (ивр. ועדת ביקורת‎) — орган, представляющий генеральному директору и председателю правления ежегодный план работы внутреннего аудитора.

## Мероприятия и услуги
Маккаби предоставляет своим членам разнообразные медицинские услуги через кассу, которая является некоммерческой организацией, а также через особые подразделения и дочерние компании.
Хотя медицинские услуги, предлагаемые Маккаби, основаны на корзине государственного медицинского обслуживания и корзине Маккаби (расширенный список услуг), касса позволяет своим членам пользоваться расширенным покрытием, оплачиваемым через страховку ШАБАН (дополнительные медицинские услуги). Маккаби имеет три уровня страхования: Маккаби Кесеф («серебряный»), Маккаби Захав («золотой») и Маккаби Шели («мой Маккаби»).
В дополнение к страхованию, предназначенному для жителей Израиля, Маккаби предлагает специальную программу страхования, предназначенную для возвращающихся в Израиль граждан и для тех, кто не имеет вида на жительство.
Особые отделения и дочерние компании:
- Маккаби Фарм — сеть аптек, насчитывающая более 90 аптек по всей стране.
- Маккаби Care — частная торговая марка, которая включает в себя различные товары для здоровья, продаваемые в сети «Маккаби Фарм».
- Маккаби Тивъи — сеть клиник альтернативной медицины
- Маккаби-дент — сеть стоматологических клиник, которая также предоставляет услуги членам других больничных касс.
- Маккаби мимабат ришон — сеть оптометрических магазинов, насчитывающая около 100 филиалов.
- Медицинские центры Ассута — сеть медицинских центров, которая включает четыре больницы, а также ряд клиник и медицинских институтов.